# Devi Shetty
Devi Prasad Shetty, MS, FRCS (né le 8 mai 1953), est un entrepreneur et chirurgien cardiaque indien qui est le président et fondateur de Narayana Health, une chaîne de 21 centres médicaux en Inde. Il a effectué plus de 16 000 opérations cardiaques. En 2004, il a reçu le Padma Shri, le quatrième prix civil le plus élevé, suivi du Padma Bhushan en 2012, le troisième prix civil le plus élevé du gouvernement indien pour sa contribution au domaine des soins de santé abordables,. L'épisode 4 de la série télévisée Netflix The Surgeon's Cut est consacré à sa vie et son travail.

## Biographie

### Jeunesse
Shetty est née dans un village du district de Dakshina Kannada, Karnataka, Inde. Huitième de neuf enfants, il a décidé de devenir chirurgien cardiaque alors qu'il était étudiant à l'école après avoir entendu parler de Christiaan Barnard, un chirurgien sud-africain qui venait d'effectuer la première greffe cardiaque au monde.
Il a fait ses études à l'école St. Aloysius, Mangalore et au Collège St. Aloysius, Mangaluru. Il a terminé son MBBS en 1979, et des travaux de troisième cycle en chirurgie générale du Kasturba Medical College, Mangalore. Plus tard, il est dîplomé FRCS du Royal College of Surgeons, en Angleterre.

### Carrière
Il est retourné en Inde en 1989 et a d'abord travaillé à l'hôpital BM Birla à Kolkata. Il a effectué avec succès la première chirurgie cardiaque néonatale du pays en 1992, sur un bébé Ronnie de 9 jours . À Calcutta, il a opéré Mère Teresa après une crise cardiaque et a ensuite été son médecin personnel. Après un certain temps, il a déménagé à Bangalore et a créé la Manipal Heart Foundation dans les hôpitaux Manipal de Bangalore. La contribution financière pour la construction de l'hôpital a été fournie par le beau-père de Shetty.
En 2001, Shetty a fondé Narayana Hrudayalaya (NH), un hôpital multi-spécialités à Bommasandra, à la périphérie de Bangalore. Il pense que le coût des soins de santé peut être réduit de 50 % au cours des 5 à 10 prochaines années si les hôpitaux adoptent l'idée des économies d'échelle. Outre la chirurgie cardiaque, NH propose également des services de cardiologie, de neurochirurgie, de chirurgie pédiatrique, d'hématologie et de transplantation, et de néphrologie, entre autres. L'hôpital cardiaque est le plus grand au monde avec 1 000 lits effectuant plus de 30 chirurgies cardiaques majeures par jour. Le terrain sur lequel la cité sanitaire a été construite, était auparavant un marais qui a été récupéré à cet effet. La Cité de la Santé entend accueillir environ 15 000 patients ambulatoires chaque jour. En août 2012, Shetty a annoncé un accord avec TriMedx, une filiale d'Ascension Health, pour créer une joint-venture pour une chaîne d'hôpitaux en Inde. Dans le passé, Narayana Hrudayalaya a collaboré avec Ascension Health pour mettre en place une ville de soins de santé dans les îles Caïmans, qui devrait à terme compter 2 000 lits.
Shetty a également fondé l'Institut international des sciences cardiaques Rabindranath Tagore (RTIICS) à Calcutta et a signé un protocole d'accord avec le gouvernement du Karnataka pour construire un hôpital spécialisé de 5 000 lits près de l'aéroport international de Bangalore. Son entreprise a signé un protocole d'accord avec le gouvernement du Gujarat, pour mettre en place un hôpital de 5 000 lits à Ahmedabad.
Il faisait partie du groupe de sept membres du Conseil des gouverneurs qui a remplacé le MCI et a servi pendant une période d'un an avant qu'il ne soit reconstitué.[réf. nécessaire]
Shetty vise à ce que ses hôpitaux utilisent des économies d'échelle, pour leur permettre de réaliser des chirurgies cardiaques à un coût inférieur à celui des États-Unis. En 2009, le journal The Wall Street Journal l'a décrit comme « le Henry Ford de la chirurgie cardiaque ». Six hôpitaux supplémentaires ont ensuite été prévus sur le modèle Narayana Hrudayalaya dans plusieurs villes d'Inde, avec des plans d'extension à 30 000 lits avec des hôpitaux en Inde, en Afrique et dans d'autres pays d'Asie. Shetty vise à réduire les coûts avec des mesures telles que l'achat de gommages moins chers et l'utilisation de la ventilation croisée au lieu de la climatisation. Cela a réduit le prix du pontage coronarien à 95 000 roupies (1 583 $), la moitié de ce qu'il était il y a 20 ans. En 2013, il visait à faire baisser le prix à 800 $ en une décennie. La même procédure coûte 106 385 $ à la Cleveland Clinic de l' Ohio. Il a également éliminé de nombreux tests préopératoires et innové dans les soins aux patients tels que « la rédaction et la formation des membres de la famille des patients pour administrer les soins post-chirurgicaux ». Les chirurgiens de ses hôpitaux effectuent 30 à 35 interventions chirurgicales par jour, contre une ou deux dans un hôpital américain. Ses hôpitaux fournissent également des soins gratuits importants, en particulier pour les enfants pauvres. Il pratique la chirurgie gratuite pour les pauvres. Dans de nombreuses régions rurales du nord de l'Inde, les pauvres se réfèrent au Dr Shetty comme Bypasswale Baba, c'est-à-dire le Saint qui accorde les contournements. Tout comme les saints d'autrefois, personne qui rêve d'un pontage et vient à son hôpital/ashram ne repart sans pontage.
Shetty et sa famille détiennent une participation de 75 pour cent dans Narayana Hrudayalaya qu'il prévoit de préserver. Shetty a également été le pionnier des services de diagnostic à faible coût.

## Yeshasvini
Yeshasvini est un régime d'assurance maladie à faible coût, conçu par Shetty et le gouvernement du Karnataka pour les agriculteurs pauvres de l'État, avec 4 millions de personnes actuellement couvertes.

## Prix et reconnaissance
- Prix Padma Bhushan pour la médecine en 2012 [14]
- Prix Karnataka Ratna en 2001[réf. nécessaire]
- Entrepreneur de l'année aux ET Awards en 2012 [8]
- A remporté les prix de l'innovation The Economist 2011 dans le domaine des processus d'affaires. [15]
- Diplôme honorifique, Université du Minnesota en 2011[réf. nécessaire]
- Diplôme honorifique, Institut indien de technologie de Madras en 2014[réf. nécessaire]
- Prix de la Fondation Schwab en 2005
- Prix Padma Shri pour la médecine en 2004
- Prix Dr BC Roy en 2003[réf. nécessaire]
- Prix commémoratif Sir M. Visvesvaraya en 2003[réf. nécessaire]
- Ernst et Young – Entrepreneur de l'année – Sciences de la vie en 2012 [16]
- Ernst et Young – Entrepreneur de l'année – Start-up en 2003 [16]
- Prix Rajyotsava en 2002[réf. nécessaire]
- Indien de l'année dans le secteur public choisi par CNN-IBN pour 2012[réf. nécessaire]

## Télévision
Shetty joue dans le quatrième (et dernier) épisode des docuseries de Netflix The Surgeon's Cut, qui est sorti dans le monde le 9 décembre 2020. L'épisode suit le traitement de Shetty des patients, principalement des enfants et des bébés, en donnant la priorité à des soins de santé à faible coût et abordables tout en effectuant avec son équipe plus de trente chirurgies par jour.